# Bogdan Mrozek
Bogdan Mrozek (ur. 1910 w Gostyniu, zm. 1967) – polski architekt, twórca typowego projektu szkoły wiejskiej dla całej Polski.

## Życiorys
Pochodził z rodziny kupieckiej (ojciec: Franciszek, matka: Jadwiga). Ukończył gimnazjum w Gostyniu (matura 1932) i studia na Wydziale Architektury Politechniki Lwowskiej, jednak dyplom uzyskał dopiero w 1947 roku na Wydziale Architektury AGH w Krakowie. W czasie okupacji hitlerowskiej pracował w rodzinnym mieście w Powiatowym Urzędzie Budownictwa. W 1941 roku ożenił się z koleżanką gimnazjalną – Wandą Marią Włodarską. Po 1945 roku uczestniczył w Komitecie Odbudowy Gimnazjum gostyńskiego, zaprojektował też kolonię domów dla rodzin wielodzietnych w Gostyniu (w 1947 roku zrealizowano jeden obiekt − przy ul. Wrocławskiej). Społecznie zaprojektował i nadzorował też budowę kręgielni przy gostyńskim Rynku.
Od 1948 roku przebywał w Poznaniu, gdzie zatrudniony został w pracowni projektowej Wydziału Rozbudowy Miasta. Następnie przeszedł do Miastoprojektu (m.in. Pracownia Staromiejska). Zaprojektował i zrealizował szkoły w Turku, Chodzieży i Wronkach, a także bursę dla uczniów w Kole (wszystko w zespole). Był twórcą typowego projektu szkoły, który Ministerstwo Budownictwa zatwierdziło, jako właściwy do realizacji na terenach wiejskich całego kraju. Oprócz działań w szkolnictwie projektował też budowle przemysłowe (Nowa Sól) i usługowe: biurowiec Ruchu w Kaliszu, bloki mieszkalne oraz pawilon usługowy w Śremie. W Miastoprojekcie stworzył też projekt typowego budynku bliźniaczego. Współuczestniczył również w konkursie na opracowanie architektoniczno–urbanistyczne wewnętrznego bloku Starego Rynku w Poznaniu (1954). W 1956 roku otrzymał nagrodę państwową II stopnia Komitetu Budownictwa, Urbanistyki i Architektury w dziedzinie konserwacji zabytków. Pochowany jest na cmentarzu w Gostyniu.